# Tom Astor

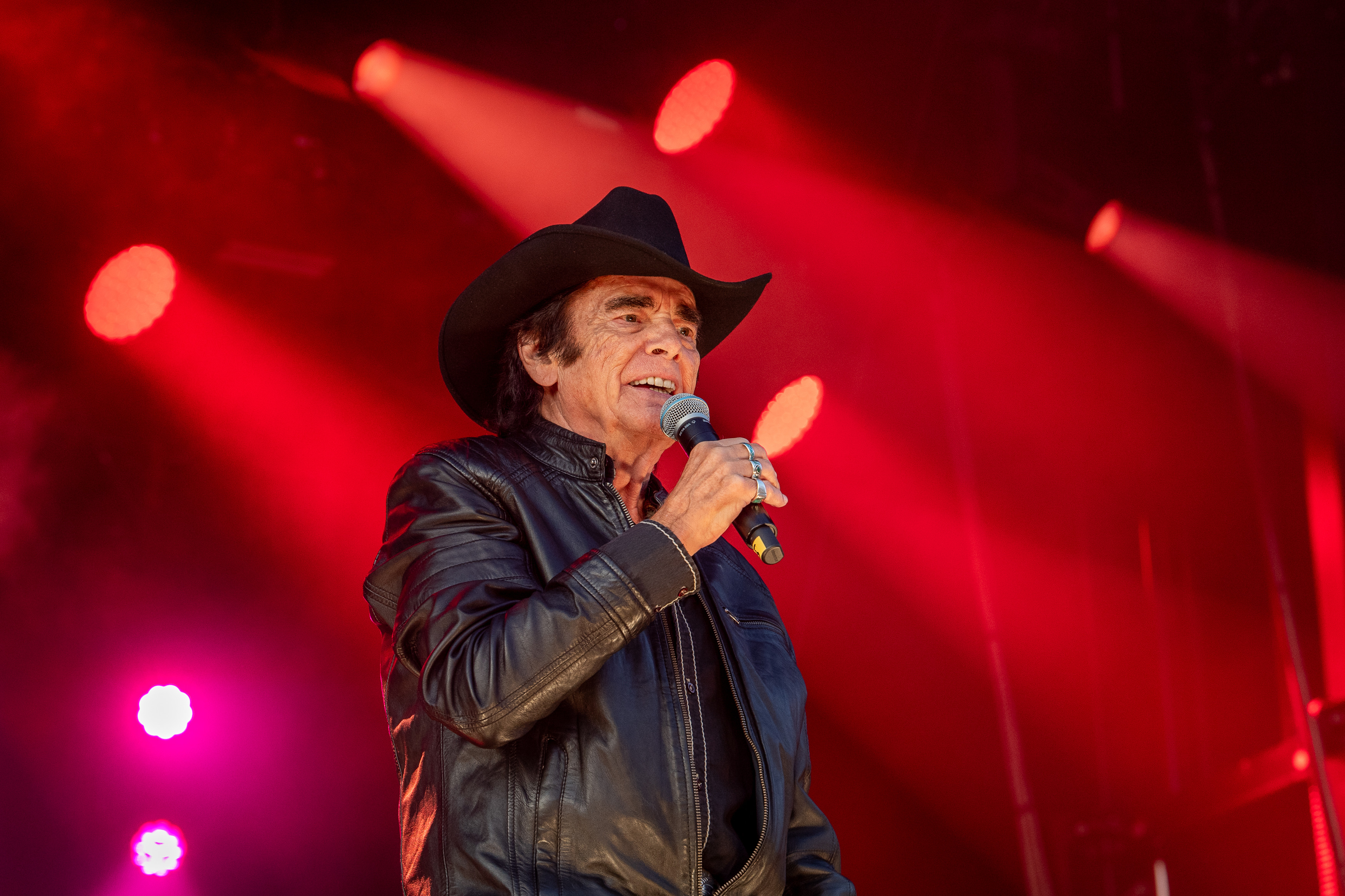
Tom Astor beim ADAC Truck Grand Prix 2023

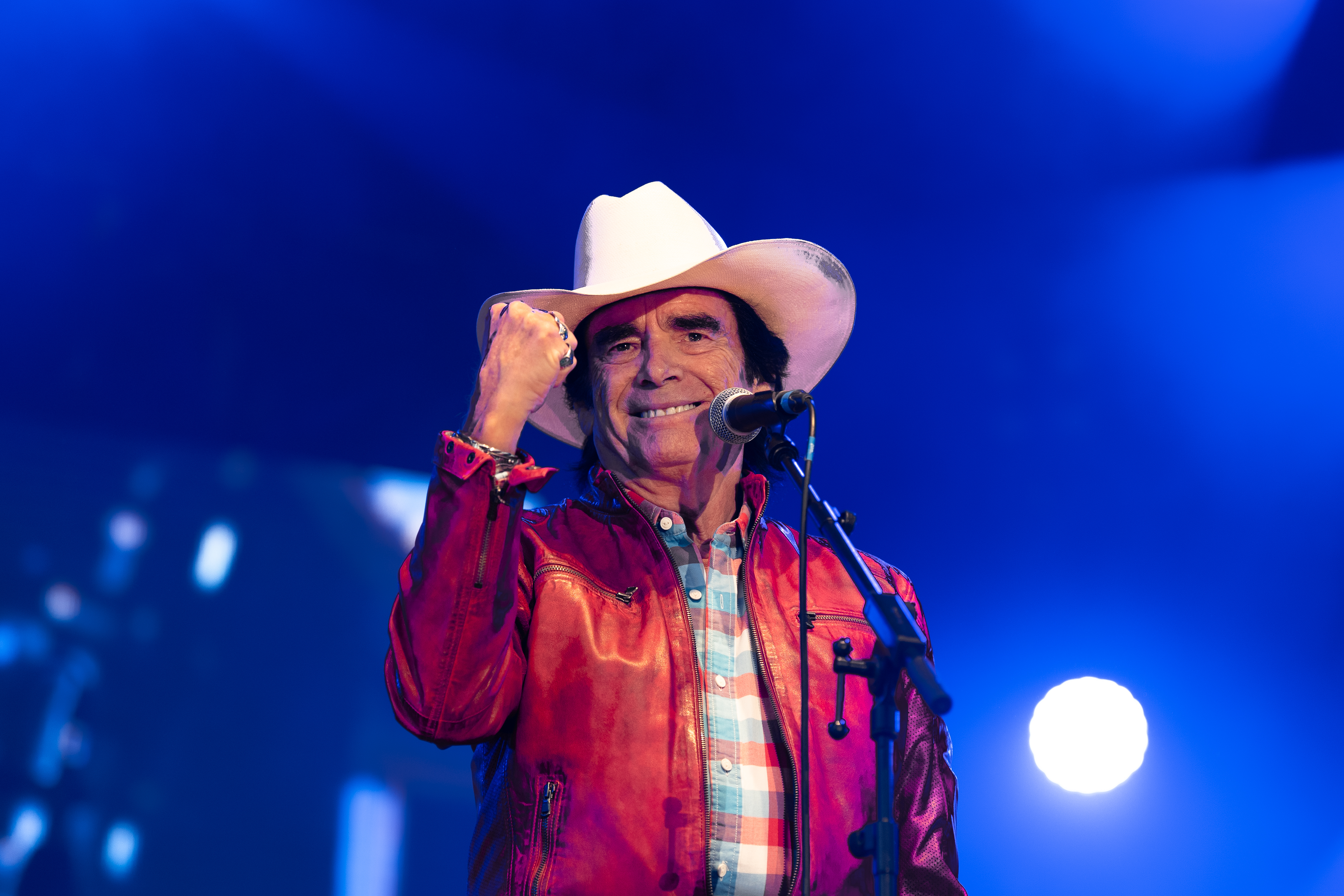
Tom Astor beim ADAC Truck Grand Prix 2022

Tom Astor (* 27. Februar 1943 als Will, Willi oder Wilhelm Bräutigam in Schmallenberg im Sauerland) ist ein deutscher Sänger, Komponist, Texter und Produzent der Schlager- und Country-Musik-Szene.

## Leben
Astor veröffentlichte ab 1963 zunächst deutsche Schlager, die jedoch nur mäßigen Erfolg mit sich brachten. Ab Ende der 1970er Jahre vollzog er eine stilistische Wende hin zur deutschsprachigen Country-Musik, die seine Karriere prägte. Sein erstes Album in diesem Genre erschien 1980, und 1981 trat er bei der Fan Fair, einem in Nashville stattfindenden Country-Musik-Festival, auf.
1984 kam der Durchbruch in Deutschland mit dem Lied Hallo, guten Morgen Deutschland. Der Hit zog zahlreiche Auftritte in fast allen großen Fernsehshows nach sich. Astor wurde Sieger der ZDF-Jahreshitparade mit seinem Hit Junger Adler und mehrmals Sieger der ARD-Sendung Deutsche Schlagerparade. 1997 nahm er an den Deutschen Schlager-Festspielen teil und erreichte mit seinem Titel Eisen im Feuer Platz 4. 
Als einer der ersten deutschen Sänger trat er 2000 in der Grand Ole Opry auf. Im Mai 2007 erschien das Album Duette, auf dem Astor unter anderem mit Johnny Cash, Kenny Rogers, Waylon Jennings, Billy Swan und Willie Nelson singt. Als Musiker unterstützen ihn Eddie Bayers (Schlagzeug), Hargus „Pig“ Robbins (Klavier), Mark Casstevens (Akustikgitarre), Paul Franklin (Pedal-Steel-Gitarre, Dobro) und Charlie McCoy. Astor wurde 2007 von der CMA als „Global Artist“ nominiert.
Für sein Doppelalbum Alles klar – kein Problem! aus dem Jahr 2008 reiste er erneut nach Nashville, um mit Künstlern wie Dolly Parton aufzunehmen. Im Juni 2009 wurde ein im Jahr zuvor im Lichtwerk in Schmallenberg aufgenommenes Konzert auf CD und DVD unter dem Namen Tom Astor & Band unplugged live veröffentlicht. Die Tom-Astor-Band wurde beim Konzert um die aus Nashville kommenden Gastmusiker Charlie McCoy und Bruce Watkins verstärkt.
2010 erschien das Album Leben Pur, bei dem unter anderem Crystal Gayle, Michael Hirte und  Günter Wewel mitwirkten. Ebenfalls 2010 erschien das Album Wunderbar ist die Welt, auf dem Astor unveröffentlichte Stücke aus den Anfängen seiner Karriere präsentiert. Mit Tom Astor’s Kinder-Country-Party veröffentlichte er 2012 zum ersten Mal ein Album für Kinder. 2014 erschien das Studioalbum Volle Kraft voraus. Astor ist verheiratet und hat zwei Kinder.

## Auszeichnungen
- Goldene Stimmgabel, 1994
- Jahressieg in der ZDF-Hitparade mit Junger Adler, 1994
- vier Mal „Goldener Truck“ der Zeitschriften Trucker und Auto Bild
- 13-mal Sänger des Jahres bei der GACMF-Gala
- Nominierung „Global Artist Award“ der CMA, 2007

## Diskografie

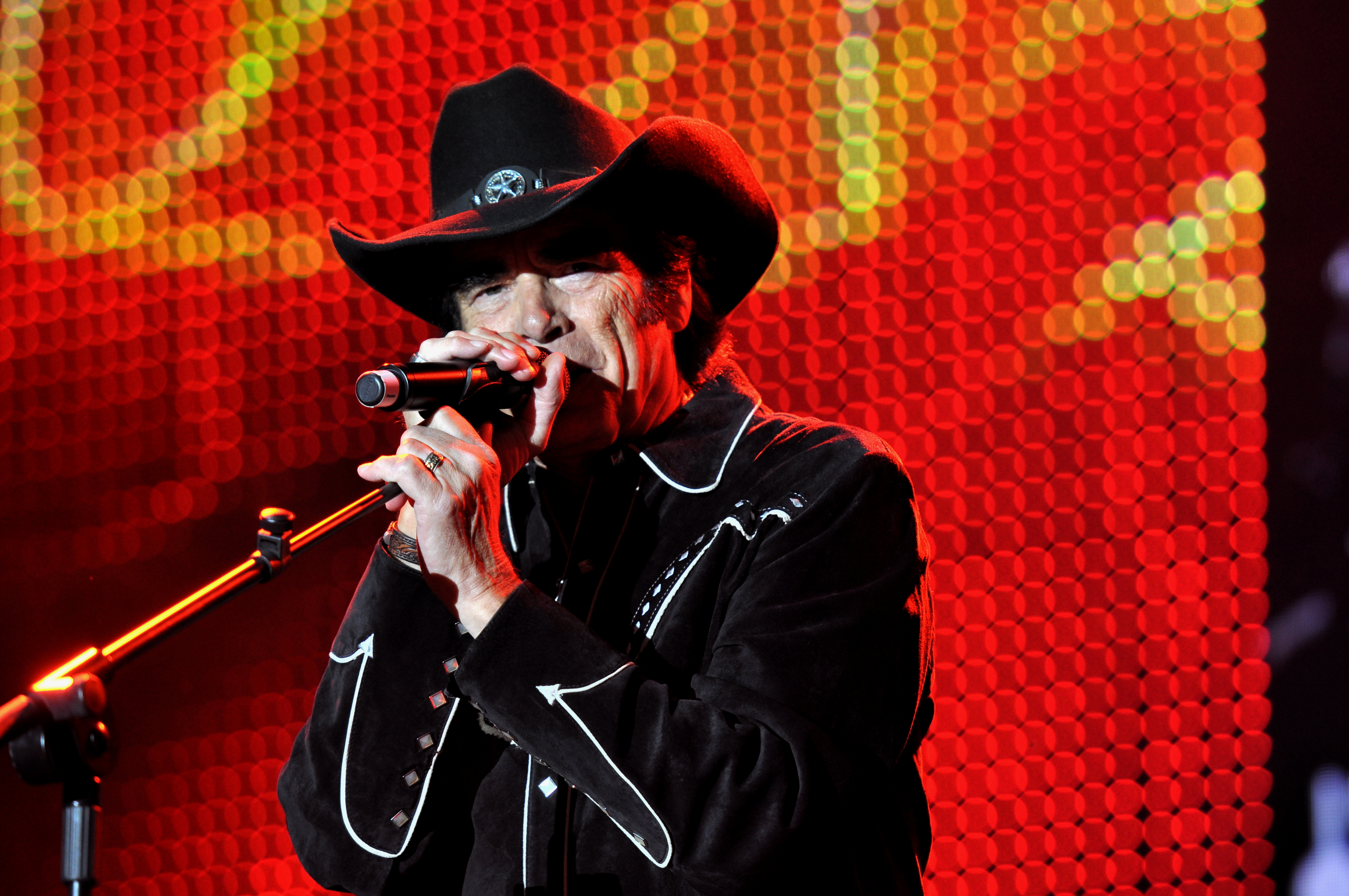
Tom Astor beim ADAC Truck Grand Prix 2013

Tom Astor hat 40 Alben und mehr als 600 eigene Songs aufgenommen. Der Künstler verkaufte nach eigenen Angaben bisher über vier Millionen Tonträger.

### Alben
| Jahr | Titel                      | Höchstplatzierung, Gesamtwochen, AuszeichnungChartsChartplatzierungen (Jahr, Titel, Platzierungen, Wochen, Auszeichnungen, Anmerkungen) | Anmerkungen |
| Jahr | Titel                      | DE | Anmerkungen |
| ---- | -------------------------- | --- | ----------- |
| 1993 | Flieg, junger Adler        | DE37 Gold · (12 Wo.)DE |             |
| 1994 | Ich bin wie ich bin        | DE71 (10 Wo.)DE |             |
| 1995 | Meilensteine               | DE69 (7 Wo.)DE |             |
| 1996 | Tom Astor                  | DE46 (6 Wo.)DE |             |
| 2000 | Hautnah                    | DE92 (1 Wo.)DE |             |
| 2003 | Mein Eldorado              | DE80 (1 Wo.)DE |             |
| 2008 | Alles klar – kein Problem! | DE100 (1 Wo.)DE |             |
| 2014 | Volle Kraft voraus         | DE70 (1 Wo.)DE |             |
| 2015 | Lieder zum Anfassen        | DE76 (1 Wo.)DE |             |
| 2016 | Ein Abend mit Tom Astor    | DE97 (1 Wo.)DE |             |
| 2018 | Gegen den Strom            | DE27 (2 Wo.)DE |             |
| 2023 | Wieder da!                 | DE28 (1 Wo.)DE |             |

Weitere Alben
- 1976: Grand Prix
- 1980: Asphalt Cowboy
- 1981: Hallo Trucker
- 1983: Country & Western Super Hits (Folge 1)
- 1983: Country & Western Super Hits (Folge 2)
- 1984: Westwind
- 1986: Hallo, guten Morgen Deutschland
- 1986: Trucker Weihnacht
- 1987: Lass rollen Trucker
- 1987: Hallo Freunde (DE: Gold)
- 1988: Eine kleine Dosis Freiheit
- 1988: International Airport
- 1988: Fröhliche Trucker Weihnacht
- 1989: Meine schönsten Country & Trucker Songs
- 1990: Junger Adler
- 1991: Voll aus dem Leben
- 1991: Auf Achse
- 1991: Hallo Trucker
- 1992: Kapitäne der Landstraße
- 1992: Fröhliche Trucker Weihnacht
- 1993: Sturm und Drang
- 1994: Kameraden der Straße (DE: Gold)
- 1996: The Best of
- 1997: Das Beste … Live
- 1998: … und ich bin dein Freund
- 2004: Tom Astor Live
- 2005: Ich will mehr
- 2005: Lass es schnei’n
- 2007: Duette
- 2009: Tom Astor & Band unplugged live
- 2010: Leben pur
- 2011: Seine größten Hits
- 2012: Kinder Country Party

### Singles
| Jahr | Titel Album                                        | Höchstplatzierung, Gesamtwochen, AuszeichnungChartsChartplatzierungen (Jahr, Titel, Album, Platzierungen, Wochen, Auszeichnungen, Anmerkungen) | Anmerkungen |
| Jahr | Titel Album                                        | DE | Anmerkungen |
| ---- | -------------------------------------------------- | --- | ----------- |
| 1991 | Take It Easy – nimm’s leicht Voll aus dem Leben    | DE66 (8 Wo.)DE |             |
| 1991 | Ich bin kein Dichter, kein Poet Voll aus dem Leben | DE62 (8 Wo.)DE |             |
| 1993 | Junger Adler Flieg, junger Adler                   | DE91 (2 Wo.)DE |             |

Weitere Singles
- 1972: Komm komm komm (Song sung blue)
- 1984: Hallo, guten Morgen Deutschland
- 1988: Freunde
- 1993: Wer die Augen schließt (wird nie die Wahrheit seh’n) (als Teil von Mut zur Menschlichkeit)
- 1993: Flieg junger Adler
- 1994: Kleiner Rebell
- 1994: Hungrige Herzen
- 1996: Irgendwie wird’s schon geh’n
- 1997: Eisen im Feuer
- 2003: Mein Eldorado
- 2005: Steh immer wieder auf
- 2008: Wir werden nicht älter
- 2011: Wenn man kämpft kann man verlier’n